# 普洛耶什蒂
普洛耶什蒂（羅馬尼亞语：Ploiești）是位於羅馬尼亞東南部的一個城市。屬瓦拉幾亞地區。距羅馬尼亞首都布加勒斯特以北56公里。普洛耶什蒂是普拉霍瓦縣的縣府所在地。在2002年，該市有人口232,527人，是羅馬尼亞第九大城市及重要的油田。